# جيمس كنول غاردنر
جيمس كنول غاردنر (بالإنجليزية: James Knoll Gardner)‏ هو قاضي ومحامي أمريكي، ولد في 14 سبتمبر 1940 في ألينتاون في الولايات المتحدة، وتوفي في 26 أبريل 2017.